# Яд ле-Ахим
Яд ле-Ахим (ивр. יד לאחים‎, «Рука братьям») — еврейская ортодоксальная религиозная организация, работающая в Израиле, занимающаяся возвращением светских евреев к религии, противодействием христианским миссиям и смешанным бракам.

## Состав
В Яд ле-Ахим состоят как платные работники, так и волонтеры. Она финансируется за счет добровольных пожертвований, поступающих как из Израиля, так и от евреев диаспоры.

## История
Основана в 1950 году с целью «помогать новым репатриантам в новой стране и оказывать им помощь в создании соответственного религиозного окружения. Со временем основатели стали обеспокоены активизацией христианских миссионеров, а затем и ассимиляцией. Тогда они решили большую часть своих усилий направить на борьбу с этими двумя проблемами».
У организации есть и другие направления деятельности. В частности, она занимается духовной абсорбцией новых репатриантов из стран СНГ и помогает им записывать детей в религиозные школы, где те изучают Тору.

## Религиозная принадлежность
Яд ле-Ахим относится к ортодоксальному течению иудаизма. Харедим уделяют немало внимания таким вопросам, как соблюдение религиозных предписаний, отказ от ассимиляции, скромность в одежде и поведении, соблюдение шаббата и священных дней.

## Противодействие миссионерам
Яд ле-Ахим считает одним из наиболее важных аспектов своей деятельности противостояние христианским миссиям. Эта организация даже называет себя «антимиссионерской». Она противостоит свыше 100 различных миссионерских конфессий и сект, действующих на территории Израиля.
Согласно израильскому законодательству, в Израиле не действует запрет на миссионерскую деятельность (нет ограничений ни для одной из религий). Запрещено только проводить религиозную пропаганду в отношении несовершеннолетних, а также с целью наживы.
Эта организация также потребовала от понтифика Бенедикта XVI, чтобы он сообщил данные об укрывании еврейских детей во время Холокоста с целью их дальнейшего крещения.

## Противодействие смешанным бракам
Согласно сайту Яд ле-Ахим, «еврейская душа — ценный и единственный в своем роде ресурс, и мы не готовы отказаться ни от одной из них. Вот почему мы боремся с одинаковым рвением за русскоязычного репатрианта, увлечённого миссионерами в Афуле, и женщину-еврейку, выходящую замуж за араба».
Яд ле-Ахим утверждает, что «спасает» свыше тысячи евреек в год от замужества с арабами и/или мусульманами, иностранными рабочими и другими неевреями. Активисты организации проводят спасательные операции по вызволению евреек от их мужей-неевреев и поздравляет спасённых женщин на своем сайте.

## Трения с христианами в Израиле
Христианские миссионеры в Израиле неоднократно жаловались на то, что подвергаются преследованиям, оскорблениям, угрозам и даже нападениям со стороны членов организации Яд ле-Ахим и схожей организации Лев ле-Ахим. Подобные жалобы, а также недостаточно скорая реакция израильских властей привели к тому, что этому вопросу уделил внимание Государственный департамент США.
Религиозное движение Свидетели Иеговы неоднократно подавало жалобы на те или иные действия со стороны Яд ле-Ахим. Однажды произошёл инцидент, когда активист Свидетелей Иеговы, распространяющий религиозные материалы в районе автобусной станции в Тель-Авиве, был арестован по обвинению в «оскорблении религиозных чувств». Жалобу на него подал член Яд ле-Ахим. Представители религиозного движения обвинили его в том, что арестован был именно активист, подававший жалобы на Яд ле-Ахим.